# (361) Бонония
(361) Бонония (лат. Bononia) — крупный астероид внешней части главного пояса, принадлежащий к астероидам спектрального класса D. Его поверхность богата силикатами и простейшими углеродными соединениями, чем обусловлено его довольно низкое альбедо. Астероид был открыт 11 марта 1893 года французским астрономом Огюстом Шарлуа в обсерватории Ниццы и назван в честь латинского названия итальянского города Болонья или французского города Булонь-сюр-Мер.
- Орбита астероида Бонония и его положение в Солнечной системе